# Ramona Brussig
Ramona Brussig, född 20 maj 1977 i Leipzig, är en tysk handikappidrottare. Hon tävlar i judo.
Brussig vann vid paralympiska sommarspelen två guldmedaljer och två silvermedaljer. Hon erövrade dessutom flera medaljer vid Världsmästerskapen och Europamästerskapen. För prestationen fick hon 2004, 2008 och 2012 utmärkelsen Silbernes Lorbeerblatt (silver lagerblad) som är Tysklands högsta hedersbetygelse för idrottare. Brussig är synskadad och hon är bredvid idrotten anställd som säljare för sportkläder.